# Advances in Difference Equations
Advances in Difference Equations es una revista de matemáticas revisada por pares que cubre la investigación sobre ecuaciones  diferenciales, publicada por Springer Open.
La revista se estableció en 2004 y publica artículos sobre teoría, metodología y aplicación de ecuaciones diferenciales y en diferencias. Publicada originalmente por Hindawi Publishing Corporation, la revista fue adquirida por Springer Science+Business Media a principios de 2011.  Los editores en jefe son Ravi Agarwal, Martin Bohner y Elena Braverman.

## Resumen e indexación
La revista está resumida e indexada por Science Citation Index Expanded, Current Contents /Physical, Chemical & Earth Sciences y Zentralblatt MATH. Según Journal Citation Reports, la revista tiene un factor de impacto en 2021 de 2,803.  Desde el 1 de julio, la revista ha estado realizando la transición a un nuevo título que abre su alcance a desarrollos más amplios en teoría y aplicaciones de modelos. Bajo el nuevo título, Avances en modelos continuos y discretos: teoría y aplicaciones modernas, la revista cubrirá desarrollos en aprendizaje automático, modelado basado en datos, ecuaciones diferenciales, análisis numérico, computación científica, control, optimización e informática. 